# Ziegelmehlsediment
Das Ziegelmehlsediment  (auch Ziegelmehl, medizinisch korrekt Sedimentum lateritium) ist ein Urinsediment, das durch seine charakteristisch ziegelrote Farbe unter den verschieden rot gefärbten Urinen (Urina flammea) besonders auffällt. Es handelt sich um amorphe Kristalle der Harnsäure (Urate), an deren Oberfläche der Farbstoff Uroerythrin (chemisch: Tripyrol) absorbiert wurde. Bei Zusatz von Alkalien oder Erwärmung gehen die Kristalle wieder in Lösung.
Eine diagnostische Bedeutung kommt diesem Sediment nicht zu. Es entsteht beim Abkühlen des Urins und verschwindet beim Erwärmen über 37 °C wieder. Das Phänomen kann auch bei Neugeborenen auftreten, ist aber auch hier harmlos.